# 마도카 아구리
마도카 아구리(일본어: 円 亜久里, 한국명 : 아링)는 도에이 애니메이션의 애니메이션 두근두근! 프리큐어에 등장하는 가공의 인물이다. 애니메이션 성우는 쿠기미야 리에(일본판) / 송하림(한국판).

## 상세사항
※. 일본판 / 한국판 / 북미판 順
| 이름                 | 마도카 아구리(円 亜久里) / 아링     |
| 성별                 | 여자                                |
| 신분                 | 초등학교 4학년생                    |
| 가족관계             | 할머니(수양 조모)                   |
| 포지션               | 주연, 조력자, 히로인                |
| 변신체               | 큐어 에이스                         |
| 상징색               | 빨간색                              |
| 등장 프리큐어 시리즈 | 두근두근! 프리큐어 / 심쿵! 프리큐어 |

## 인물
두근두근! 프리큐어에 등장하는 인물로 초등학교 4학년생이며 프리큐어 중 가장 어린 편이다.
다른 프리큐어들에 비해서 압도적인 실력을 가지고 있으며 처음에는 정체를 알지 못하였다가 나중에 알려지면서 다른 프리큐어들과 합류한다.
켄자키 마코토와 마찬가지로 지코츄를 쓰러뜨려야하는 목적을 가지고 있다.
어린 나이임에도 기죽지 않는 성격이며 학교에서도 또래 친구들과 소통도 하는 편이지만 그 이상으로는 가지 않는다.
초등학생이지만 조숙한 성격 때문에 다른 프리큐어들 사이에서도 동등하게 여기고 있다.
한때 기억상실을 하였던 이라를 간호하였던 히시카와 릿카를 보고이라는 우리의 적이며 언제 해칠지 모른다며 대치를 한 적이 있었지만 사실은 큐어 다이아몬드를 각성시켜주기위해 일부러 연기를 했던 것이었다.

## 큐어 에이스
아름다움은 정의의 증거! 윙크 한 번으로 당신의 하트를 꿰뚫어 보이겠어요!(美しさは正義の証！ウィンクひとつであなたのハートをいぬいてさしあげますわ！)

마도카 아구리가 프리큐어로 변신한 모습. 빨간색 포니테일을 하고있는 스타일이다.
전투력이 압도적으로 뛰어난 편이지만 단점상 제한시간 5분안에 처리하기 때문에 초과시 변신이 자동으로 풀려진다.
보통 때와는 달리 체형이 변화되어서 성숙해진 모습을 보이며 목소리도 어린 목소리에서 성인 여성의 목소리로 바뀐다.

### 필살기
- 에이스 샷
- 에이스 미러 플래시
- 에이스 샷 바큥[2]

## 일화
원래는 주역 캐릭터에 없었던 캐릭터였지만 반다이 남코 엔터테인먼트의 요청에 따라 중간부터 탄생하게 되었으며 프리큐어 시리즈 최초로 중간부터 새로 등장한 프리큐어이기도 하다. 당초 두근두근! 프리큐어는 초안상 지금의 4인 4색 체제로 고정되었으나 반다이측의 요청에 따라 추가로 고안한 캐릭터로 그로 인해서 내용도 초안과 다르게 일부 불가피하게 변경되었다.